# Królestwo Jugosławii
Królestwo Jugosławii – nazwa państwa południowosłowiańskiego, używana od 1929 dla Królestwa Serbów, Chorwatów i Słoweńców (SHS). Rządziła nim dynastia Karadziordziewiciów (do 1945).

## Historia

### Okres międzywojenny
- 20 czerwca 1928 – Puniša Račić, poseł Narodowej Partii Radykalnej, Serb z Czarnogóry, zastrzelił w Skupsztinie dwóch posłów Chorwackiej Partii Chłopskiej i ciężko ranił jej przywódcę Stjepana Radicia, który zmarł z ran 8 sierpnia 1928
- 6 stycznia 1929 – w obliczu wywołanego zabójstwem kryzysu politycznego król Aleksander I Karadziordziewić rozwiązuje skupsztinę i wszystkie partie polityczne, zawiesza konstytucję z 1921 i obejmuje rządy osobiste; początek dyktatury
- 3 października 1929 – dekret królewski w dążeniu do konsolidacji państwa zmienił jego nazwę na „Królestwo Jugosławii” i wprowadził nowy podział administracyjny na banowiny, znosząc historyczne granice krajów, z których powstało Królestwo SHS
- 1930-1932 – kryzys gospodarczy i ostra recesja w Jugosławii
- od 1930 – nasilenie działalności separatystów chorwackich z ruchu ustaszów i macedońskich z WMRO, korzystających ze wsparcia Włoch i Bułgarii
- 3 września 1931 – król Aleksander I nadaje Jugosławii nową konstytucję, wzmacniającą władzę monarchy, ograniczającą prawa i wolności obywatelskie oraz demokrację
- listopad-grudzień 1932 – fala żądań chorwackiej, słoweńskiej, muzułmańskiej, czarnogórskiej i wojwodińskiej opozycji antyserbskiej dotyczących federalizacji państwa i poszanowania praw narodowych, zakończona represjami w postaci uwięzienia lub izolacji przywódców
- 9 października 1934 – zamachowiec z WMRO Veličko Georgijev-Kerin (Włado Czernozemski) zastrzelił króla Aleksandra I oraz francuskiego ministra spraw zagranicznych Louisa Barthou podczas wizyty w Marsylii (akcja Miecz Teutoński)[4]
- 12 października 1934 – w imieniu małoletniego następcy tronu Piotra II Karadziordziewicia władzę obejmuje rada regencyjna na czele z księciem Pawłem Karadziordziewiciem
- 25 lipca 1935 – szukając poparcia społecznego wśród katolików rząd Jugosławii podpisuje konkordat ze Stolicą Apostolską, jednak wskutek masowego ostrego sprzeciwu ludności i duchowieństwa prawosławnego konkordat nie zostaje ratyfikowany; wydarzenie pogłębia wrogość serbsko-chorwacką
- od 1937 – zmiana kursu polityki zagranicznej Jugosławii z profrancuskiego na prowłoski i proniemiecki, narastanie tendencji separatystycznych w Chorwacji, od 1939 pierwsze naciski polityczne Niemiec i Włoch
- 5 maja 1935 i 11 grudnia 1938 – wybory parlamentarne, w których opozycja, przede wszystkim chorwacka, mimo brutalnych nacisków ze strony rządu, zdobywa 38% i 45% głosów; mimo tego większość mandatów otrzymuje stronnictwo rządowe, ponieważ konstytucja z 1931 zapewnia 3/5 mandatów partii osiągającej największe poparcie
- 1939–1941 – coraz bardziej niekorzystna sytuacja międzynarodowa Jugosławii; nasilające się naciski niemieckie w sprawach politycznych i gospodarczych
- początek 1939 – regent książę Paweł poszukując możliwości wzmocnienia państwa zmienia kurs wobec nieserbskich narodów Jugosławii i zleca nowemu premierowi Dragišy Cvetkoviciowi osiągnięcie porozumienia z opozycją kosztem częściowej rezygnacji z dominacji serbskiej
- kwiecień-sierpień 1939 – premier Cvetković i przywódca chorwackiej opozycji Vladko Maček prowadzą rozmowy na temat zmiany ustroju wewnętrznego Jugosławii poprzez dopuszczenie narodowości nieserbskich do władzy i częściowej federalizacji państwa
- 26 sierpnia 1939 – regent zatwierdza porozumienie Cvetković-Maček i w jego wykonaniu powołuje rząd z udziałem Chorwatów oraz ustanawia autonomiczną Banowinę Chorwacji o szerokim zakresie samorządu
- 5 września 1939 – Jugosławia ogłasza neutralność w wojnie Niemiec z Polską, Francją i Wielką Brytanią; w 1940 władze Jugosławii tolerują tranzyt Polaków z Węgier i Rumunii do armii polskiej we Francji
- luty 1941 – Niemcy żądają przystąpienia Jugosławii do Paktu Trzech; 4 marca regent odmawia
- 25 marca 1941 – w obliczu ponowionych żądań niemieckich Jugosławia przystępuje do Paktu Trzech; masowe protesty w Serbii, częściowo inspirowane przez komunistów
- 26–27 marca 1941 – wojskowy zamach stanu proalianckich oficerów pod wodzą gen. Dušana Simovicia; król Piotr II przejmuje władzę i dymisjonuje regentów; nowy rząd szuka oparcia przeciw Niemcom w ZSRR i Wielkiej Brytanii
- 3 kwietnia 1941 – rząd zarządza tajną (imienną) mobilizację, która trwa jeszcze, gdy Jugosławia zostaje zaatakowana trzy dni później

### II wojna światowa

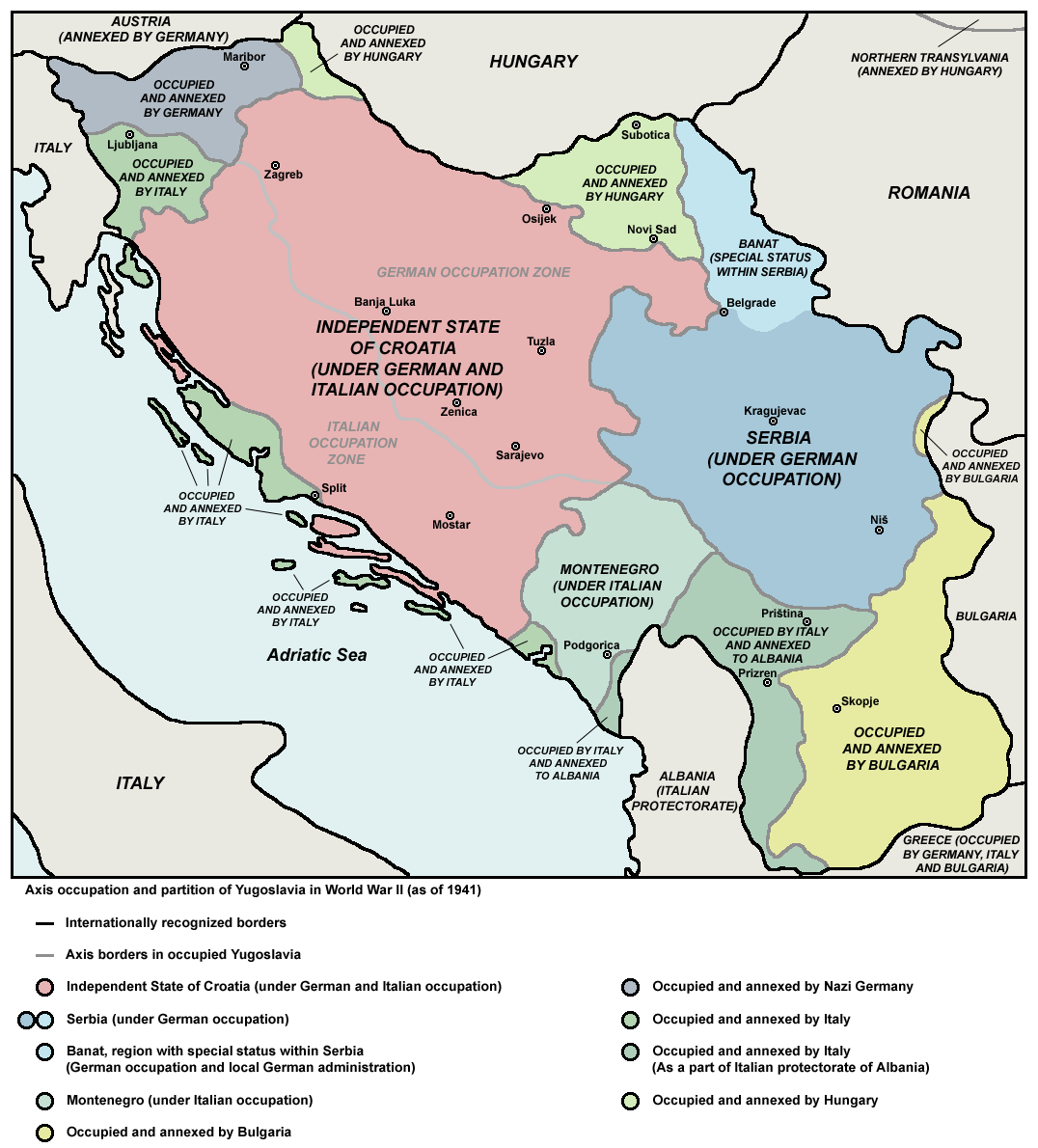

- 6 kwietnia 1941 – wojska III Rzeszy wkraczają do Jugosławii z obszarów Bułgarii, Rumunii i dawnej Austrii; wojska włoskie wkraczają do Słowenii z Istrii i Friulu
- 10 kwietnia 1941 – Niemcy zajmują Zagrzeb
- 10 kwietnia 1941 – po masowej dezercji żołnierzy chorwackich z armii jugosłowiańskiej Chorwacja ogłasza niepodległość
- 11 kwietnia 1941 – Włosi, a następnie Niemcy zajmują Lublanę; dotychczasowy ban Słowenii Marko Natlačen podejmuje próbę powołania państwa słoweńskiego pod protektoratem włoskim; próba kończy się niepowodzeniem ze względu na wcześniej uzgodniony podział Słowenii między Niemcy i Włochy
- 11 kwietnia 1941 – do Jugosławii wkraczają wojska węgierskie
- 13 kwietnia 1941 – Niemcy zajmują Belgrad
- 14 kwietnia 1941 – w obliczu rozpadu państwa i armii jugosłowiańskiej naczelne dowództwo prosi Niemców i Włochów o zawieszenie broni
- 15 kwietnia 1941 – Chorwacja przystępuje do paktu trzech i staje się sojusznikiem III Rzeszy
- 15 kwietnia 1941 – Niemcy zajmują Sarajewo
- 15 kwietnia 1941 – król Piotr II z dworem i rządem uciekają przez Grecję do Palestyny
- 17 kwietnia 1941 – w Zemunie armia jugosłowiańska kapituluje przed Niemcami
- 18 kwietnia 1941 – ostatnie oddziały jugosłowiańskie składają broń
- 19 kwietnia 1941 – armia bułgarska wkracza do Jugosławii
- 1941 – państwo jugosłowiańskie przestaje istnieć. Następuje rozbiór Jugosławii:
  - Słowenia zostaje podzielona między Niemcy, Włochy i Węgry, a jej poszczególne części zostają anektowane
  - w Chorwacji oraz Bośni i Hercegowinie powstaje pseudoniezależne, ściśle uzależnione od Niemiec i Włoch Niepodległe Państwo Chorwackie, podzielone na niemiecką i włoską strefę wpływów
  - wyspy Kvarneru i Dalmacji oraz środkowa Dalmacja od Splitu po Zadar zostają przyłączone do Włoch jako gubernia Dalmacji
  - Czarnogóra jako Niezależne Państwo Czarnogórskie, obejmujące również skrawek Serbii, znalazła się pod wojskową okupacją Włoch
  - Baczka (trójkąt między Drawą a Dunajem) zostaje przyłączona do Węgier
  - Serbia pozostaje pod wojskową okupacją Niemiec, zarząd cywilny sprawuje marionetkowy rząd Milana Nedicia, przy czym jugosłowiańska część Banatu pozostaje pod wyłącznym zarządem Niemiec
  - większość dzisiejszej Macedonii okupuje Bułgaria, która 14 maja 1941 ogłasza jej aneksję
  - większość Kosowa i Metochii, zachodni pas Macedonii i skrawki Czarnogóry zostają przyłączone do włoskiego Królestwa Albanii
- 1941–1945 – na terenach Jugosławii, przede wszystkim w górach Bośni i Hercegowiny oraz Czarnogóry, zaczyna się na wielką skalę wojna partyzancka. Partyzanci dzielą się na dwie formacje: serbskich czetników pod dowództwem Dragoljuba Mihailovicia, uważających się za wojsko królewskie, oraz komunistycznych partyzantów Josipa Broza Tity. Partyzanci królewscy i komunistyczni zajadle się zwalczają, a z obiema formacjami walczą chorwaccy ustasze i serbscy domobrani. W ten sposób wojna partyzancka staje się wkrótce wojną domową. Po uzgodnieniu podziału Europy na części sowiecką i zachodnią od 1943 alianci zaprzestają pomocy dla wojsk królewskich i zaczynają wspierać wyłącznie partyzantkę komunistyczną, która pod koniec wojny staje się jedyną realną siłą militarną i polityczną w Jugosławii
- 1943 – po kapitulacji Włoch Niemcy obejmują ich miejsce na terenach okupowanych i anektowanych; Chorwacja anektuje tereny Dalmacji zajmowane wcześniej przez Włochy
- kwiecień-maj 1945 – w końcowym okresie II wojny światowej partyzantka komunistyczna, wykorzystując obecność wojsk sowieckich i poparcie Stalina, obejmuje faktyczną władzę w Jugosławii. Nacjonaliści chorwaccy i zwolennicy króla zostają wypędzeni lub sami uciekają wraz z wycofującymi się wojskami niemieckimi
- 3 maja 1945 – generał Rupnik proklamuje Odrębne Państwo Słoweńskie, które przetrwało tylko dwa dni
- 15 maja 1945 – kapitulują ostatnie oddziały niemieckie w Jugosławii
- 29 listopada 1945 – Konstytuanta znosi monarchię i ogłasza Jugosławię socjalistyczną republiką federacyjną (SFRJ). Stan ten potwierdza republikańska konstytucja z 31 stycznia 1946

## Podział administracyjny
Do czasu powstania autonomicznej banowiny Chorwacji w 1939 Królestwo SHS (później Jugosławii) było państwem unitarnym. W latach 1918–1922 obowiązywał podział administracyjny odziedziczony po państwach, których terytoria weszły w skład Królestwa. Jednostek administracyjnych II. stopnia było wówczas 61.

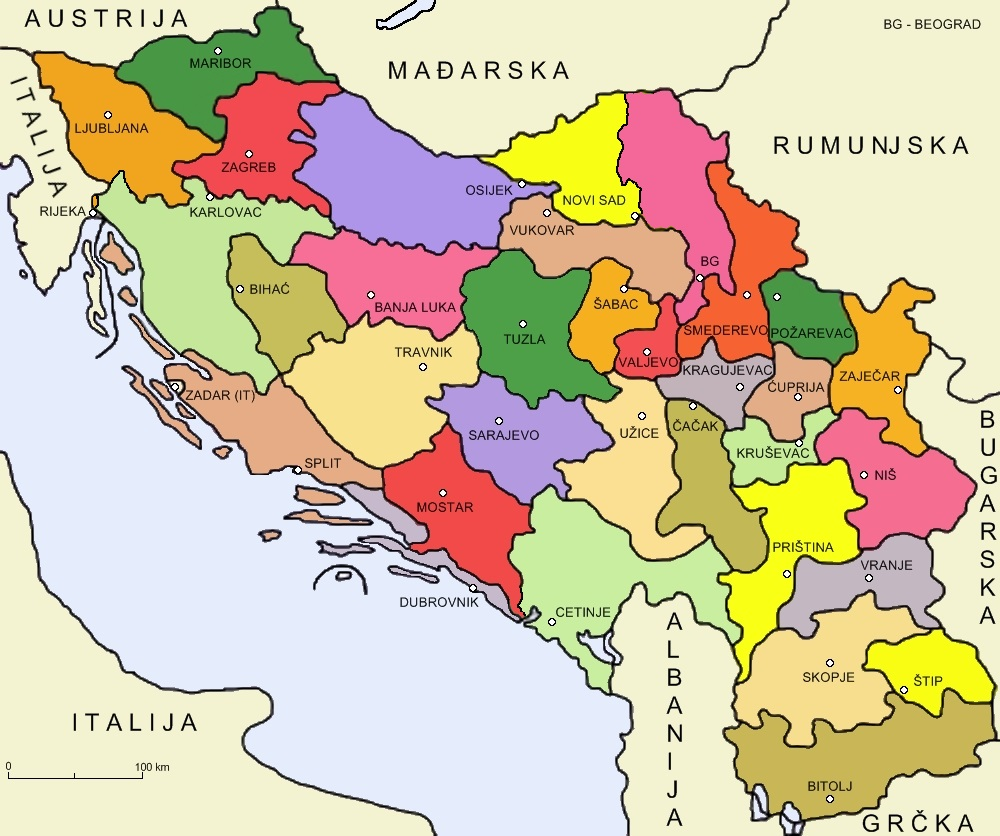
Obwody 1923-1929

Po wydaniu tzw. konstytucji widowdańskiej dekretem z 26 czerwca 1922 król ustanowił nowy podział administracyjny, niezależny od poprzedniego, ale zachowujący historyczne granice poszczególnych krajów (Serbii, Czarnogóry, Bośni z Hercegowiną, Chorwacji i ziem słoweńskich). W latach 1923–1929 Królestwo dzieliło się na 33 obwody (област – oblast), przeważnie o nazwach utworzonych od siedzib władz:
| 1. Banja Luka 2. Belgrad 3. Bitola 4. Bihać 5. Valjevo 6. Vranje 7. Sremska (Vukovar) 8. Dubrownik 9. Zagrzeb 10. Timočka (Zaječar) 11. Primorsko-krajiška (Karlovac) | 1. Šumadijska (Kragujevac) 2. Kruševac 3. Lublana 4. Maribor 5. Mostar 6. Nisz 7. Bačka (Nowy Sad) 8. Osijek 9. Požarevac 10. Kosovska (Prisztina) 11. Sarajewo | 1. Skopje 2. Podunavska (Smederevo) 3. Split 4. Travnik 5. Tuzla 6. Moravska (Ćuprija) 7. Zlatiborska (Užice) 8. Zetska (Cetynia) 9. Raška (Čačak) 10. Podrinska (Šabac) 11. Bregalnička (Sztip) |

Banowiny 1929-1941

Dotychczasowy podział administracyjny został diametralnie zmieniony dekretem z 3 października 1929. Jako jednostki podziału administracyjnego wyższego stopnia ustanowiono banowiny (бановина – banovina), jako jednostki stopnia podstawowego – dystrykty (chorw. kotar, serb. срез – srez). Odrębną jednostkę stanowił stołeczny Belgrad z okolicą. Granice banowin zostały ustalone w taki sposób, by zatrzeć granice sprzed I wojny światowej oraz granice etniczne. W latach 1929–1939 banowin było 9:
| Nazwa                                                                  | Siedziba władz | Powierzchnia w km² | Ludność w 1931 |
| banowina drawska – Дравска бановина – Dravska banovina                 | Lublana        | 16.171             | 1.144.194      |
| banowina drińska – Дринска бановина – Drinska banovina                 | Sarajewo       | 27.572             | 1.530.867      |
| banowina dunajska – Дунавска бановина – Dunavska banovina              | Nowy Sad       | 31.749             | 2.387.495      |
| banowina morawska – Моравска бановина – Moravska banovina              | Nisz           | 25.838             | 1.436.129      |
| banowina primorska – Приморска бановина – Primorska banovina           | Split          | 19.625             | 900.800        |
| banowina sawska – Савска бановина – Savska banovina                    | Zagrzeb        | 38.985             | 2.703.163      |
| banowina vrbaska – Врбаска бановина – Vrbaska banovina                 | Banja Luka     | 21.080             | 1.036.361      |
| banowina wardarska – Вардарска бановина – Vardarska banovina           | Skopje         | 37.389             | 1.575.185      |
| banowina zetska – Зетска бановина – Zetska banovina                    | Cetynia        | 30.284             | 924.986        |
| zarząd miasta Belgradu – Управа града Београда – Uprava grada Beograda | –              | 242                | 291.738        |

Granice banowin zostały nieznacznie zmienione mocą kolejnej konstytucji z 3 września 1931 roku.
Dekretem z 26 sierpnia 1939 roku powyższy podział administracyjny Królestwa Jugosławii został zmieniony wskutek utworzenia autonomicznej banowiny Chorwacji. W jej skład weszły banowiny Sawy i nadmorska oraz pojedyncze dystrykty banowin Dunaju, Driny, Vrbasu i Zety. Banowina Chorwacji liczyła 65.456 km² powierzchni i 4 024 601 mieszkańców.

## Narodowości – język ojczysty
- Albańczycy – język albański
- Bośniacy (Muzułmanie) – język bośniacki
- Buniewcy – język chorwacki (dialekt buniewiacki)
- Czarnogórcy – język czarnogórski
- Chorwaci – język chorwacki
- Macedończycy – język macedoński
- Romowie – język romski
- Rumuni – język rumuński
- Rusini – język rusiński
- Serbowie – język serbski
- Słoweńcy – język słoweński
- Węgrzy – język węgierski

## Sąsiedzi
- Włochy
- Austria – wcielona do Niemiec w latach 1938–1945
- Węgry
- Rumunia
- Bułgaria
- Grecja – do Niemiec w latach 1941–1944
- Albania – do Włoch w latach 1939–1943